# Ki Tetze
Ki Tetze, Ki Tetse ou Ki Seitzei selon la prononciation ashkénaze (כי תצא — héb pour « lorsque tu partiras », les premiers mots de la parasha) est la 49e section hebdomadaire du cycle annuel de lecture de la Torah et la sixième du Livre du Deutéronome.
Elle correspond à Deutéronome 21:10-25:19. Les Juifs de la Diaspora la lisent généralement en fin août ou en septembre.

## Résumé
Moïse prescrit aux enfants d'Israël les restrictions relatives aux captives de guerre, puis les obligations incombant à l'homme bi- ou polygame, les lois concernant le fils rebelle, l'obligation d'entraide, l'obligation de mettre un parapet sur le toit des maisons, l'interdiction de s'habiller à la façon du sexe opposé, les règles concernant l'union illicite avec une femme déjà mariée ou non, l'attitude à adopter vis-vis des Moabites, des Ammonites et des Égyptiens qui souhaiteraient intégrer l'assemblée d'Israël, la préservation de la pureté du camp en temps de guerre, la protection des esclaves fugitifs, l'interdiction de la prostitution, l'interdiction de l'usure entre enfants d'Israël, les règles du divorce, les dispenses de service militaire pour les jeunes mariés ou ceux qui viennent de faire une nouvelle acquisition, la façon dont doit être rémunéré un salarié, les parts de la récolte à laisser aux glaneurs, les modalités d'application des peines décrétées par un tribunal, la loi du lévirat, l'obligation de poids et mesures justes, et l'injonction d'effacer le souvenir d'Amaleq.

### Divisions de la parasha lors de la lecture complète
La lecture de la parasha à la synagogue le sabbath est traditionnellement divisée en sept sections, pour lesquelles un membre différent de la congrégation est appelé à lire. La première lecture, le rishon, échoit traditionnellement à un cohen, la seconde, appelée sheni, à un levi, les suivantes à un israël (ni cohen ni levi). La septième section comporte une sous-section, le maftir, qui est lu par la personne qui lira ensuite la haftara.
Les sections de la parashat Ki Tetze sont :
1–Richone. Cohen. Dt 21/10—21/21
La belle captive. Cas d’un homme marié à deux femmes. Le fils rebelle.
2—Chéni. Lévi. Dt 21/22—22/7
Porter secours à son prochain en cas de perte d’un objet ou en difficulté. Le nid d’oiseau
3—Chlichi Dt 22/8—23/7
Diverses lois : construction d’un parapet, interdiction de mélanges en labour, interdiction du « cha’atnèz ».
La femme calomniée, le viol. Interdiction d’épouser un Mamzer, un Moabite et un Ammonite
4—Rvi’i Dt 23/8—23/24
Pureté du corps et de l’environnement. Protection du l’esclave. Prostitution prohibée. Prêt à intérêt interdit. Obligation de tenir parole.
5—Hamichi Dt 23/25—24/4
Le divorce : le Guett et ses conséquences
6—Chichi Dt 24/5—24/13
Le nouveau marié et la guerre. Prescriptions relatives à la lèpre. Lois sur le gage.
7—Chvi’i Dt 24/14—25/19
Le salaire de l’ouvrier. Seul le coupable sera puni. Glanure pour le pauvre. Loi du Yboum, le lévirat. Poids et mesures exacts
Maftir Dt 25/17—25/19
Effacer le souvenir d’Amalec de dessous le ciel.

### Divisions de la parasha lors de la lecture abrégée
Une lecture publique de la parasha fut instaurée par Ezra le Scribe le lundi et le jeudi à la synagogue. Cette lecture, sensiblement plus courte, ne comprend que trois sections, la première réservée au cohen, la seconde au levi, la troisième à un israël
- Section du cohen: Devarim[3]
- Section du levi: Devarim[3]
- Section de l'israël: Devarim[3]

### Maqam
Un maqam est un système de modes musicaux utilisé dans la musique arabe mélodique classique. Les juifs originaires des pays orientaux (Afrique du Nord, Syrie) s'en sont inspirés, et adaptent la mélodie de la liturgie du Shabbat en fonction du contenu de la parasha de cette semaine. Ils emploient 10 maqam différents, possédant chacun son usage propre.
Le maqam utilisé lors du sabbath au cours duquel on lit la parashat Ki Tetze est le Maqam Saba, marquant la multitude de lois contenues dans la parasha.

## Commandements
La Torah comporte, selon la tradition rabbinique, 613 prescriptions. Différents sages ont tenté d'en établir un relevé dans le texte biblique.
Selon l'un de ces computs les plus célèbres, le Sefer HaHinoukh, la parashat Ki Tetze comporte 27 prescriptions positives et 47 négatives :
- Il faut observer les prescriptions relatives à la femme captive (Dt 21,11.)
- Il est interdit de vendre la captive en esclavage (Dt 21,14.)
- Il est interdit d'en faire son esclave après avoir eu des relations avec elle (Dt 21,14.)
- Les tribunaux doivent pendre les condamnés à mort par lapidation (les blasphémateurs ou les idolâtres) après celle-ci (Dt 21,22.)
- Il est obligatoire de donner une sépulture aux exécutés le jour même (Dt 21,23.)
- Il est interdit de retarder la sépulture d'un mort au lendemain (Dt 21,23.)
- Il est obligatoire de restituer un objet perdu à son propriétaire (Dt 22,1.)
- Il est interdit de se détourner d'un objet perdu par le frère, c'est-à-dire le prochain (Dt 22,3.)
- Il est interdit de laisser la bête de son prochain ployer sous une charge excessive (Dt 22,4.)
- Il est obligatoire de relever une charge pour un prochain (Dt 22,4.)
- Il est interdit aux femmes de porter des vêtements d'homme (Dt 22,5.)
- Il est interdit aux hommes de porter des vêtements de femme (Dt 22,5.)
- Il est interdit de prendre la mère des oiseaux avec la couvée (Dt 22,6.)
- Il est obligatoire de renvoyer la mère lorsqu'on trouve un nid d'oiseau (Dt 22,7.)
- Il est obligatoire de construire un parapet (Dt 22,8.)
- Il est interdit de laisser traîner une pierre d'achoppement (Dt 22,8.)
- Il est interdit d'ensemencer un vignoble de graines hétérogènes (Dt 22,9.)
- Il est interdit de consommer les produits hétérogènes plantées dans un vignoble (Dt 22,9.)
- Il est interdit de faire travailler à la même charrue deux types d'animaux différents, comme un âne et un bœuf (Dt 22,10.)
- Il est interdit de porter un tissu de laine et lin mélangés (Dt 22,11.)
- On ne peut acquérir une femme que par consécration (Dt 22,13.)
- Le mari calomniant sa femme doit rester toute sa vie avec elle, qu'il a faussement accusée (Dt 22,19.)
- Il est interdit au calomniateur de répudier ou divorcer de sa femme (Dt 22,19.)
- Il est obligatoire au tribunal de condamner à la lapidation celui qui a commis certaines fautes graves (Dt 22,24.)
- Il est interdit aux juges de punir celui qui a péché sous la contrainte (Dt 22,26.)
- Celui qui viole une fille vierge a pour obligation de l'épouser si elle le souhaite, et de payer un dédommagement à son père (Dt 22,29.)
- Celui qui a été contraint à épouser une femme qu'il avait violée ne peut la répudier (Dt 22,29.)
- Il est interdit à un castrat d'épouser une fille d'Israël (Dt 23,2.)
- Il est interdit à un mamzer d'épouser une fille d'Israël (Dt 23,3.)
- Il est interdit à un Amomnite ou un Moabite d'épouser une fille d'Israël (Dt 23,4.)
- Il est interdit d'entretenir des relations pacifiques avec les peuples de Moab ou Ammon (Dt 23,7.)
- Il est interdit d'exclure un Iduméen converti à la foi d'Israël à la troisième génération de l'assemblée d'Israël, c'est-à-dire de l'empêcher d'épouser une fille d'Israël (Dt 23,8-9.)
- La même interdiction s'applique pour un Égyptien converti depuis 3 générations (Dt 23,8-9.)
- Il est interdit à une personne rituellement impure de pénétrer dans le camp des Lévites (Dt 23,11.)
- Il faut réserver un endroit d'aisance en dehors du camp (Dt 23,13.)
- Il faut préparer une bêche dans l'équipement du guerrier lorsqu'il souhaitera vaquer à ses besoins (Dt 23,14.)
- Il est interdit de restituer à son maître un esclave qui a fui vers la terre d'Israël pour se réfugier de son maître étranger (Dt 23,16.)
- Il est interdit d'opprimer un esclave qui est venu se réfugier en terre d'Israël (Dt 23,17.)
- Il est interdit d'avoir des relations intimes avec une femme sans ketouba ni kiddoushin (Dt 23,18.)
- Il est interdit d'offrir au sanctuaire le salaire d'une prostituée ou la contrevaleur de la vente d'un chien (Dt 23,19.)
- Il est interdit de prêter à usure à un enfant d'Israël (Dt 23,20.)
- Il est obligatoire, lorsqu'on prête à un Gentil, de le faire avec un intérêt (Dt 23,21.)
- Il est interdit de tarder dans l'accomplissement d'un vœu (Dt 23,22.)
- Il est obligatoire d'accomplir la parole sortie de ses lèvres (Dt 23,24.)
- Il est obligatoire d'accorder au salarié le droit de consommer les produits dont il s'occupe au cours de sa période d'emploi (Dt 23,25.)
- Il est interdit à l'ouvrier de consommer plus que de raison (Dt 23,25.)
- Il est interdit au salarié de manger pendant le travail (Dt 23,26.)
- Il est obligatoire de remplir un acte écrit de divorce pour pouvoir répudier sa femme (Dt 24,1.)
- Un homme ne peut reprendre sa femme divorcée après qu'elle s'est mariée à quelqu'un d'autre (Dt 24,4.)
- Il est interdit de demander au jeune marié de quitter sa femme pour un engagement communal ou militaire pendant un an, et lui ne peut non plus le faire (Dt 24,5.)
- Le jeune marié, celui qui a construit une nouvelle maison ou planté un vignoble doivent en jouir pendant un an (Dt 24,5.)
- Il est interdit de prendre en gage des ustensiles nécessaires pour la préparation de nourriture (Dt 24,6.)
- Le metzora ne peut arracher les signes de son impureté (Dt 24,8.)
- Il est interdit au créditeur de saisir par la force le gage d'un débiteur en difficulté (Dt 24,10.)
- Il est interdit au créditeur de retenir le gage au moment où le débiteur en a besoin (Dt 24,12.)
- Il est obligatoire de restituer un gage au débiteur à l'heure où il en a besoin(Dt 24,13.)
- Il est obligatoire de payer les salaires de l'ouvrier le jour de son travail (Dt 24,15.)
- Il est interdit aux parents de l'une des parties d'un procès de témoigner (Dt 24,16.)
- Il est interdit à un juge de fausser le droit de l'étranger et de l'orphelin (Dt 24,17.)
- Il est interdit de saisir le gage d'une veuve (Dt 24,17.)
- Les gerbes oubliées dans le champ doivent être laissées aux indigents (Dt 24,19.)
- Il est interdit de reprendre la gerbe oubliée (Dt 24,19.)
- Les tribunaux doivent procéder à la flagellation des transgresseurs (Dt 25,2.)
- Il est interdit aux tribunaux d'ajouter fût-ce un coup au nombre prescrit dans la flagellation (Dt 25,3.)
- Il est interdit de museler une bête pendant qu'elle foule le grain (Dt 25,4.)
- La veuve d'un mari mort sans descendance ne peut se remarier tant que ses liens avec son beau-frère n'ont pas été répudiés (Dt 25,5.)
- Il est obligatoire d'épouser la veuve d'un frère mort sans descendance (Dt 25,5.)
- Il est obligatoire, si l'on ne souhaite pas se soumettre à l'obligation du mariage lévirat, de libérer la veuve par la cérémonie du déchaussement (Dt 25,9.)
- Il est obligatoire porter secours à une personne poursuivie par un tueur, fût-ce en prenant la vie de l'agresseur (Dt 25,12.)
- Il est interdit d'éprouver de la pitié pour cet agresseur (Dt 25,12.)
- Il est interdit de posséder dans la maison des poids et balances faussés ou défectueux, même si l'on ne s'en sert pas (Dt 25,13.)
- Il faut se rappeler ce qu'Amalek fit aux enfants d'Israël dans le désert (Dt 25,17.)
- Il faut effacer la descendance d'Amalek (Dt 25,19.)

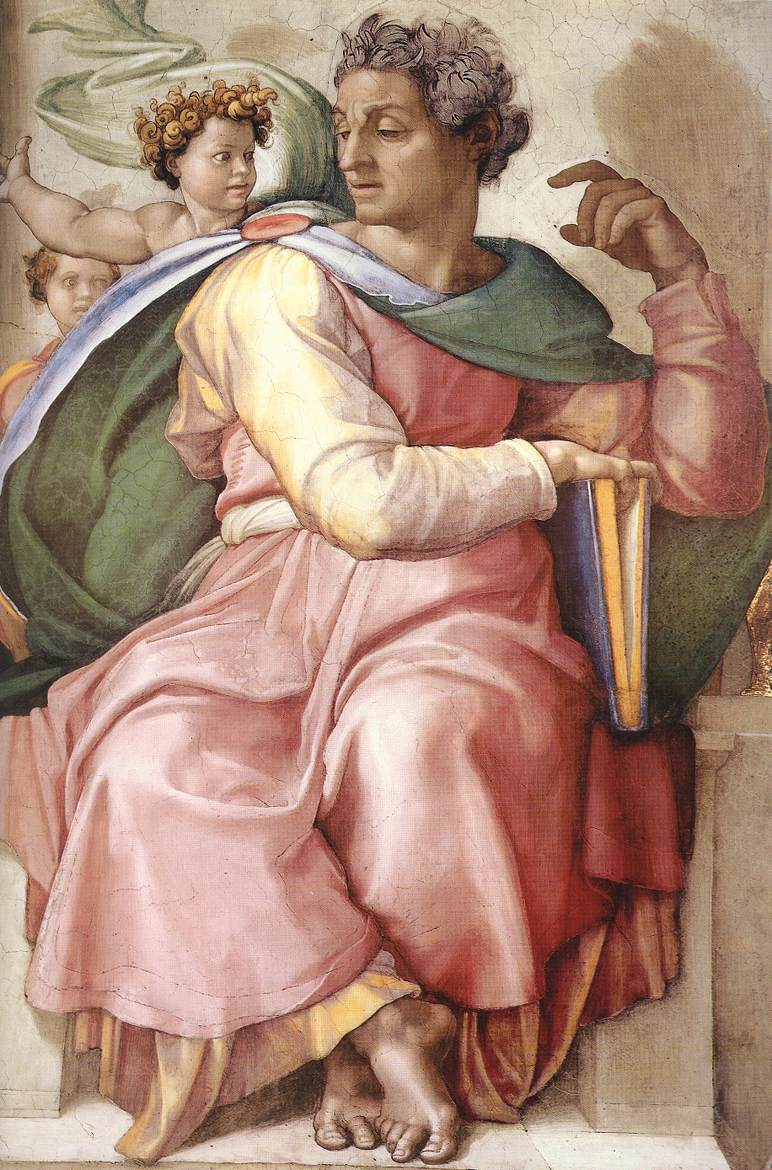
Isaïe (fresque de Michelangelo)

- Il est interdit d'oublier ce qu'a fait Amalek (Dt 25,19.)

## Haftara
La haftara est une portion des livres des Neviim ("Les Prophètes") qui est lue publiquement à la synagogue après la lecture de la Torah. Elle présente généralement un lien thématique avec la parasha qui l'a précédée.
La haftara pour la parashat Ki Tetze est Isaïe 54:1–10. Elle ne fait pas immédiatement référence à la parasha, mais à la consolation du peuple à la suite de la destruction des Temples. C'est la cinquième des sept haftarot de consolation, aboutissant à Rosh Hashana, le Nouvel An juif.
Sion comparée à une femme stérile doit se préparer à accueillir de nombreux enfants. Réjouis toi car ton « époux » te reviendra. Il a pour nom Hachèm Tseva-ot. Sion sera désormais protégée contre tous ceux qui lui veulent du mal et assurée de l’amour de Hachèm.